# Лайпанов, Ильяс Хасанович
Ильяс Хасанович Лайпанов — сотрудник Министерства внутренних дел СССР, сержант милиции, погиб при исполнении служебных обязанностей.

## Биография
Ильяс Хасанович Лайпанов родился 20 июля 1955 года в селе Ворошиловка Джамбульской области Казахской Советской Социалистической Республики (ныне — Жамбылская область Республики Казахстан). Учился в Кумышской средней школе, заочно окончил её в 1973 году. В 1974—1976 годах проходил срочную службу в рядах Вооружённых Сил СССР.
После демобилизации в 1976 году Лайпанов поступил на службу в органы внутренних дел СССР. Служил милиционером в Карачаевском городском и районном отделе внутренних дел Министерства внутренних дел Карачаево-Черкесской Автономной Советской Социалистической Республики. За отличную службу неоднократно удостаивался ведомственных наград и поощрений от руководства. В частности, был награждён знаком ЦК ВЛКСМ «За активную работу по охране общественного порядка».
19 июля 1982 года сержант милиции Ильяс Лайпанов занимался охраной общественного порядка в посёлке Домбай (ныне — Карачаевский городской округ Республики Карачаево-Черкесия). Вечером этого дня ему поступила информация о том, что в баре гостиницы «Крокус» хулиганят двое посетителей. Один из них оказался преступником, находящимся в розыске, другой — местным алкоголиком. При попытке задержать правонарушителей Лайпанов был смертельно ранен выстрелом из огнестрельного оружия. По дороге в больницу он сумел сообщить сведения о преступниках, что впоследствии помогло их задержать, но сам вскоре скончался.

## Память
- В честь Лайпанова названа улица в селе Новый Карачай Карачаевского района Карачаево-Черкесии.
- В четырёхлетнюю годовщине гибели сержанта Лайпанова в Новом Карачае на средства местных комсомольцев и работников органов внутренних дел была установлена памятная стела[2].